# جوائز جونو
تقدم جوائز جونو سنوياً لفنانين الكندين وأيضاً للفنانين العالميين.

## روابط خارجية
- جوائز جونو على موقع IMDb (الإنجليزية)
- جوائز جونو على موقع ميوزك برينز (الإنجليزية)